# كارل ماير
كارل ماير (بالإنجليزية: Carl Meyer)‏ (و. 1981 – م) هو مجدف، من نيوزيلندا، شارك في ألعاب أولمبية صيفية 2008، وألعاب الأولمبياد الصيفية سنة 2004.

## روابط خارجية
- كارل ماير على موقع الاتحاد الدولي للتجديف (الإنجليزية)
- كارل ماير على موقع اللجنة الأولمبية الدولية (الإنجليزية)
- كارل ماير على موقع أوليمبيديا (الإنجليزية)
- كارل ماير على موقع اللجنة الأولمبية النيوزيلندية (الإنجليزية)